# Joseph Smith

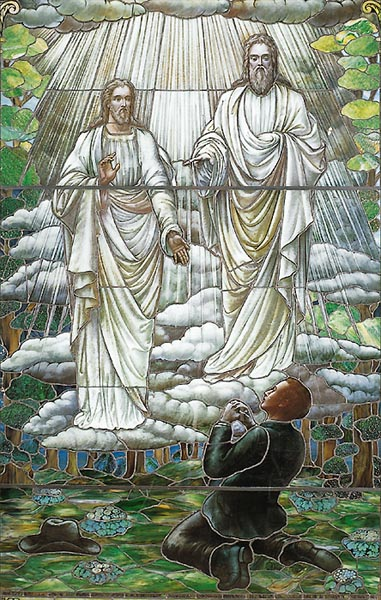
Witraż (1913) nieznanego artysty w Muzeum Historii Kościoła i Sztuki w Salt Lake City w Utah przedstawiający pierwszą wizję Josepha Smitha

Joseph Smith Junior (ur. 23 grudnia 1805 w Sharon w stanie Vermont, zm. 27 czerwca 1844 w Carthage w stanie Illinois) – amerykański duchowny, założyciel i pierwszy przywódca ruchu świętych w dniach ostatnich zwanych mormonami. Generał-lejtnant mormońskiego Nauvoo Legion.
Dla wyznawców jest prorokiem i męczennikiem. Dla przeciwników był szarlatanem wykorzystującym naiwność wiernych. Był pierwszym mormońskim kandydatem na prezydenta. Zamierzał wystartować w roku 1844 w wyborach prezydenta Stanów Zjednoczonych, z programem zniesienia niewolnictwa. Choć jego śmierć nie miała związku z kampanią prezydencką, był pierwszym kandydatem zabitym podczas kampanii.

## Życiorys

### Młodość
Urodził się w licznej rodzinie Josepha Smitha i Lucy Smith (z domu Mack). Miał pięciu braci (Alvin, Hyrum, Samuel Harrison, William i Don Carlos) i trzy siostry (Sofronia, Katarzyna, Lucy). Gdy Joseph junior miał 10 lat, rodzina przeniosła się z Sharon do miasta Palmyry, a cztery lata później do miasta Manchester.
W tym czasie panowało ogólne poruszenie religijne. Wszyscy zastanawiali się, czy rację mają metodyści, prezbiterianie, czy może baptyści. Członkowie jego rodziny skłaniali się ku różnym Kościołom, lecz nikt z nich nie był pewien, który Kościół jest tym prawdziwym „Kościołem Chrystusa”. Joseph Smith sympatyzował z metodyzmem, natomiast matka, bracia Hyrum, Samuel Harrison i siostra Sofronia dołączyli do prezbiterian, inni, jak Alvin, pozostawali nieochrzczeni, co przyniosło później konsekwencje w postaci wprowadzenia „chrztu za zmarłych”. Młody Joseph Smith był głęboko wierzący i odczuwał potrzebę poszukiwania prawdy, lecz nie wiedział, do którego Kościoła powinien przystąpić. Nie potrafił rozsądzić, które wyznanie ma rację w religijnym sporze, i choć sprzyjał metodystom, pozostawał niezdecydowany.
Joseph Smith należał do ubogiej rodziny dlatego wraz z ojcem najmował się do pracy na dniówki u okolicznych farmerów. Przy jednej z takich prac, gdy pomagał sąsiadowi wykopać studnię głęboko w ziemi, natrafił na niezwykły owalny kamień nazwany później „kamieniem widzącego”, który miał mieć ponadnaturalne właściwości. Uważając, że może on służyć do szukania zagubionych rzeczy lub poszukiwania skarbów, posługiwał się nim do jasnowidzenia. W październiku 1825 roku wraz z innymi robotnikami najął się do pracy u Jozjasza Stoala, który poszukiwał założonej jeszcze przez Hiszpanów kopalni srebra w Harmony w stanie Pensylwania. Po miesiącu bezowocnych poszukiwań Stoal zrezygnował z dalszego kopania, jednak sytuacja ta spowodowała, że Joseph Smith zaczął być postrzegany jako człowiek, który zarabia na życie poszukiwaniem skarbów. W tym okresie poznał Emmę Hale, z którą 18 stycznia 1827 roku zawarł ślub.

### Działalność
Według doktryny mormońskiej wczesną wiosną 1820 roku, jako 14-letni chłopiec, modląc się w lesie, niedaleko swego rodzinnego domu w Manchesterze, w stanie Nowy Jork, doznał wizji religijnej. Najpierw opanowała go zła moc, a następnie ukazali mu się Bóg Ojciec i Syn Boży – Jezus Chrystus, którzy go oswobodzili i przekazali mu, aby na razie nie przystępował do żadnego z Kościołów, ponieważ wszystkie tkwią w błędzie, a on później zostanie powiadomiony, co ma uczynić. Gdy ten 14-letni chłopiec zaczął dzielić się swoją wizją z bliskim metodystycznym duchownym oraz z innymi, był traktowany lekceważąco, gdyż uważali oni, że takie objawiania ustały już w I w. n.e.
Około trzy i pół roku później – 21 września 1823 – w sypialni rodzinnego domu w Palmyrze, gdy gorliwie modlił się, a wszyscy już spali, miał ukazać mu się prorok Moroni, który przekazał mu, że na pobliskim wzgórzu Cumorah znajdzie złote płyty z wyrytymi na nich inskrypcjami w języku reformowanym egipskim. Widzenie to powtórzyło się trzy razy. Płyty te Moroni pokazał mu następnego dnia, jednak Smith miał je otrzymać dopiero po 4 latach. Opowieść tę przyjęli członkowie rodziny, którzy wierzyli w wizje i anioły i chętnie słuchali jego opowieści o złotych płytach. Przez trzy kolejne lata, zawsze 22 września, Smith pojawiał się na wzgórzu Cumorah, a Moroni utwierdzał go w obietnicy przekazania płyt.
W końcu 22 września 1827 roku Moroni miał przekazać złote płyty Smithowi, który, jak sam twierdził, pod wpływem boskiego natchnienia przetłumaczył ich tekst na język angielski. Pierwsze tłumaczenie zaginęło wykradzione przez Lucy Harris, która nie uwierzyła w historię Księgi Mormona i twierdziła, że jeśli historia jest prawdziwa, Joseph Smith jeszcze raz przetłumaczy ten tekst bez zmian w treści. Smith przetłumaczył tekst ponownie, dodając zarazem wstęp, w którym wyjaśniał, że pierwsze tłumaczenie zostało dokonane na podstawie skażonych płyt Lehiego, a teraz tłumaczył z doskonałych pod względem treści płyt Nefiego – miało to tłumaczyć różnice treści pomiędzy obiema wersjami. Do tłumaczenia wykorzystał otrzymane od Boga wraz z płytami Urim i Tummim oraz posiadany już wcześniej „kamień widzącego”. Tak przetłumaczony tekst zawarł w Księdze Mormona po raz pierwszy opublikowanej 26 marca 1830 roku.
15 maja 1829 Josephowi Smithowi i Oliverowi Cowdery’emu miał ukazać się Jan Chrzciciel by przywrócić kapłaństwo Aarona. Niedługo później mieli się im ukazać apostołowie Piotr, Jakub i Jan by przywrócić kapłaństwo Melchizedeka. Zdaniem Smitha, kapłaństwo Aarona miało umożliwić wiernym dostęp do chrztu dla odpuszczenia grzechów, a kapłaństwo Melchizedeka – dostęp wiernym do wszystkich obrzędów i duchowych błogosławieństw Kościoła. Po tym wydarzeniu Joseph Smith ochrzcił Olivera Cowdery’ego, a następnie Cowdery ochrzcił Smitha.
6 kwietnia 1830, niecałe dwa tygodnie po opublikowaniu Księgi Mormona, Joseph Smith wraz z pięcioma przyjaciółmi, na farmie Petera Whitmera w małej wsi Fayette w stanie Nowy Jork, w obecności około 60 osób, założył Kościół Chrystusa, wkrótce nazwany Kościołem Jezusa Chrystusa Świętych w Dniach Ostatnich. Joseph Smith został jego przywódcą i został nazwany „wizjonerem, tłumaczem, prorokiem, apostołem Jezusa Chrystusa, starszym Kościoła”.
Latem 1830 roku Joseph Smith miał otrzymać objawienie, by podjął się opracowania wersji Biblii. Nie tłumaczył on z jakiegoś języka na angielski ani nie posługiwał się żadnym manuskryptem biblijnym w językach oryginalnych. Smith czytał fragmenty przekładu Biblii króla Jakuba, a następnie dokonywał przeróbek i interpolacji jej tekstu na podstawie otrzymywanego natchnienia. Smith wprowadził zmiany do co najmniej 3000 wersetów przekładu Biblii Króla Jakuba. Wśród tych poprawek znalazły się rozszerzenia tekstu mające wyjaśnić znaczenie bądź podać kontekst; Smith dodał brakujące, jego zdaniem, teksty prorocze, usunął niektóre fragmenty, wprowadził zmiany w szyku wersetów oraz całkowicie przerobił niektóre rozdziały.

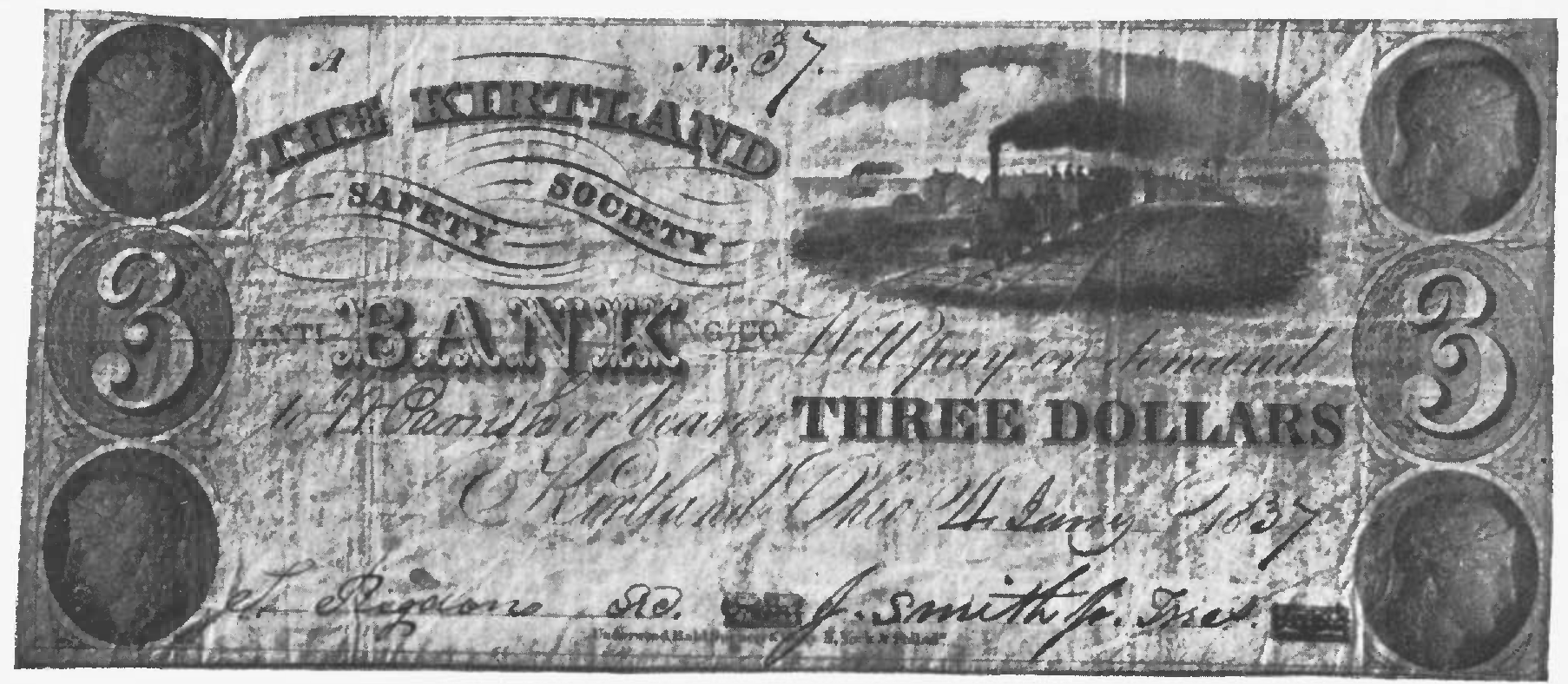
Trzy dolary z roku 1837 emitowane przez Kirtland Safety Society po reorganizacji, z podpisem Josepha Smitha

Pod koniec 1836 roku w Kirtland Joseph Smith z 11 innymi inwestorami założył Kirtland Safety Society Bank (Kirtlandzkie Towarzystwo Ubezpieczeniowe), bank który miał zapewnić stabilizację finansową członkom wspólnoty. Jeszcze w roku 1836 bank wydał i zaczął sprzedawać swoje akcje oraz przyjął statut, lecz nie otrzymał gwarancji pozwalających rozpocząć działalność. Dlatego 2 stycznia 1837 inwestorzy przeorganizowali bank w spółkę akcyjną pod nazwą Kirtland Safety Society Anti-Banking Company, lecz spółka ta zbankrutowała jesienią tego roku. Niektórzy członkowie Kościoła odpowiedzialnością obarczyli Smitha i wytoczyli mu 17 procesów sądowych na łączną sumę 30 206,44 dolarów. Poszkodowani twierdzili, że Joseph Smith nie może być prawdziwym prorokiem, skoro nie przewidział upadku spółki. Kościół przeszedł kryzys, a około 200–300 osób odeszło z Kościoła. Obawiając się aresztowania i oskarżenia przed sądem o nielegalne prowadzenie banku, do czego zamierzali doprowadzić dysydenci Kościoła, Joseph Smith ratował się nocną ucieczką z Kirtland 12 stycznia 1838 roku, chroniąc się w Far West w Missouri.
Niezadowoleni byli członkowie Kościoła z Far West w roku 1838 złożyli pozwy do sądów przeciw przywódcom Kościoła, by odzyskać środki finansowe. 8 lipca 1838 Joseph Smith otrzymał objawienie, po którym nakazał wiernym płacenie dziesięciny od dochodów. By chronić przywódców Kościoła przed dysydentami, zorganizowała się tajna grupa mormonów zwanych „danitami”, która dyscyplinowała wrogów wewnętrznych oraz łupiła mieszkańców Missouri. Dodatkowo 24 października 1838 roku doszło do bitwy nad Crooked River pomiędzy oddziałami złożonymi z członków Kościoła a oddziałami milicji stanu Missouri, w wyniku której zmarło kilka osób po obu stronach. Zdarzenia te spowodowały, że Joseph Smith i inni przywódcy Kościoła zostali oskarżeni o zdradę stanu Missouri i osadzeni na całą zimę 1838/1839 w więzieniu w Liberty. Społeczność wiernych została wypędzona ze stanu Missouri i przeniosła się do Nauvoo w stanie Illinois.
W lutym 1841 Joseph Smith powołał Nauvoo Legion, oddział militarny złożony z 2500 osób, którego został naczelnym dowódcą w stopniu generała-lejtnanta. Był również burmistrzem miasta Nauvoo wybranym przez zdominowaną przez mormonów radę miasta. Stał się w ten sposób nie tylko przywódcą duchowym ale też i politycznym. W roku 1844 zamierzał wystartować w wyborach prezydenta Stanów Zjednoczonych, z programem zniesienia niewolnictwa.
15 marca 1842 Joseph Smith został przyjęty do masonerii otrzymując pierwszy stopień w loży. Następnego dnia przyznano mu drugi i trzeci z najwyższych stopni w loży masońskiej. Wkrótce też założył Lożę w Nauvoo, do której należeli również inni przywódcy Kościoła. Ten fakt miał wpłynąć na wystrój Świątyni Nauvoo i następnych mormońskich świątyń, styl ubrania świątynnego zakładanego podczas ceremonii świątynnych czy też wykonywane przez wiernych gesty („uchwyty ręki”).
Joseph Smith pozostał przywódcą Kościoła do 27 czerwca 1844, kiedy został zabity przez przeciwników Kościoła i jego byłych członków w miejscowości Carthage (w stanie Illinois).

### Wielożeństwo
W czasie swej działalności w latach 1831–1843 Joseph Smith miał otrzymywać objawienia, dopuszczające i nakazujące pod określonymi warunkami przyjęcie praktyki poligamii, wzorowanej na przykładach starotestamentalnych. W konsekwencji Smith pojął wiele żon, a praktyka poligamii praktykowana przez ponad pół wieku do roku 1890 w Stanach Zjednoczonych i do 1904 w Meksyku i Kanadzie, stała się jednym z podstawowych zarzutów wobec Smitha i nowo powstałego Kościoła.
Istnieje niewiele informacji na temat życia prywatnego Josepha Smitha. Według źródeł miał pojąć od 29 do 33 żon, z których siedem miało mniej niż 18 lat, jednakże nie ze wszystkimi utrzymywał relacje intymne. Najstarsza jego żona  Fanny Young, miała lat 56, najmłodsza Helena Mar Kimball nie miała ukończonego 15 roku życia. Joseph Smith został też „zapieczętowany” do wielu kobiet które już pozostawały w związku małżeńskim. Choć „zapieczętowanie” jest kojarzone z małżeństwem, jednak nie wiadomo na czym dokładnie to „zapieczętowanie” polegało. Małżeństwa te miały spajać więzi pomiędzy rodziną Josepha Smitha a innymi rodzinami należącymi do Kościoła.
Pierwszą żoną proroka była Emma Hale, późniejsza przywódczyni Kościoła oraz mormońska działaczka społeczna. Po śmierci męża, podczas kryzysu sukcesji w Kościele, nie udzieliła ona poparcia Brighamowi Youngowi i największej grupie mormonów, lecz Josephowi Smithowi III (synowi Josepha Smitha Jr), który stał się następcą swego ojca w ramach Zreorganizowanego Kościoła Jezusa Chrystusa Świętych w Dniach Ostatnich. Drugą żoną Smitha została Fanny Alger, o której krążyła plotka, jakoby jeszcze przed ślubem była kochanką Smitha. Najmłodsza żona Helena Mar Kimball, córka mormońskiego apostoła Hebera C. Kimballa zasłynęła jako biografka Josepha Smitha oraz autorka napisanych niedługo przed śmiercią tekstów, w których wyraziła swą pochwałę dla męża oraz dla jego działalności religijnej.

### Okoliczności śmierci

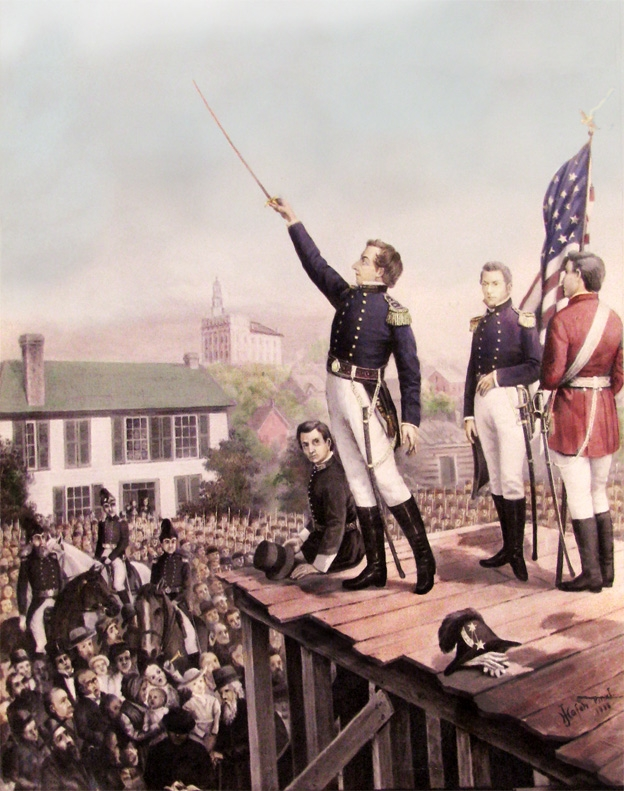
Ostatnia publiczna mowa generała-lejtnanta Josepha Smitha, zakończona mobilizacją Nauvoo Legion i ogłoszeniem stanu wojennego (pod szpadą w tle widoczna Świątynia Nauvoo)

7 czerwca 1844 roku William Law (wcześniej Drugi Doradca w Radzie Prezydenta Kościoła) wraz z innymi byłymi członkami Kościoła opublikował pierwszy numer lokalnej gazety „Nauvoo Expositor”. Podważał w nim zarówno nauki Kościoła jak też pozycję Josepha Smitha i innych przywódców Kościoła. W wyniku tego Joseph Smith i inni mormońscy członkowie rady miasta postanowili zburzyć drukarnię wydającą „Nauvoo Expositor”. Wkrótce Joseph Smith wygłosił mowę, w trakcie której zmobilizował Nauvoo Legion i ogłosił stan wojenny, co zostało odebrane przez władze stanowe jako zdrada. Po zniszczeniu drukarni władze stanu Illinois wniosły oskarżenie o wywołanie zamieszek, podburzanie ludności i o zdradę stanu Illinois przeciwko Smithowi i jego bratu Hyrumowi przed sądem w stolicy hrabstwa, w Carthage w stanie Illinois. Obawiając się postawienia przed sądem bracia Joseph i Hyrum uciekli na zachód, lecz za namową społeczności Nauvoo obawiającej się zapowiedzianego przez wojsko zniszczenia swojego miasta – głównej siedziby Nauvoo Legion – postanowili wrócić i stawić się przed sądem oraz dobrowolnie udali się do aresztu.
27 czerwca w areszcie Carthage,  w wyniku naporu grupy przeciwników i byłych członków Kościoła sprzeciwiających się wielożeństwu i innym doktrynom mormonów, doszło do strzelaniny na skutek której zginął Hyrum, a Joseph Smith w samoobronie, z rewolweru, postrzelił kilka osób. John Taylor i Willard Richard, którzy z własnej woli  przebywali w areszcie razem z Josephem i Hyrumem, próbowali powstrzymać napór napastników na pomieszczenie,  w którym byli aresztowani, jednak nie byli w stanie ich zatrzymać. Wówczas uwięzieni członkowie Kościoła próbowali uciec przez okno. W wyniku ostrzału z wewnątrz i zewnątrz budynku John Taylor został postrzelony, a Joseph Smith został zabity. Gdy rozeszła się wieść, że w stronę więzienia zmierza Nauvoo Legion tłum się rozpierzchł.

## Sytuacja po śmierci Josepha Smitha
Po śmierci Smitha ruch świętych uległ podziałowi. W największej części jego następcą na stanowisku prezydenta Kościoła Jezusa Chrystusa Świętych w Dniach Ostatnich został Brigham Young. Szesnaście lat po śmierci Josepha Smitha, większość środkowozachodnich świętych w dniach ostatnich, którzy nie przyłączyli się do żadnego ugrupowania świętych, wyświęciło Josepha Smitha III na następcę jego ojca (Josepha Smitha Jr.),  co dało początek Zreorganizowanemu Kościołowi Jezusa Chrystusa Świętych w Dniach Ostatnich, od 2001 roku nazwanego Społecznością Chrystusa.
W XIX wieku na cześć Josepha Smitha powstał hymn „Chwalmy Proroka” (ang. Praise to the Man), ułożony pod szkocką melodię ludową przez Williama W. Phelpsa, na podstawie 135 rozdziału Nauk i Przymierzy. Jest on do dziś chętnie śpiewany przez mormonów i zawarty w polskim śpiewniku Hymny, oraz Pieśni dla Dzieci pod nr 84.